# Nicholas Brothers

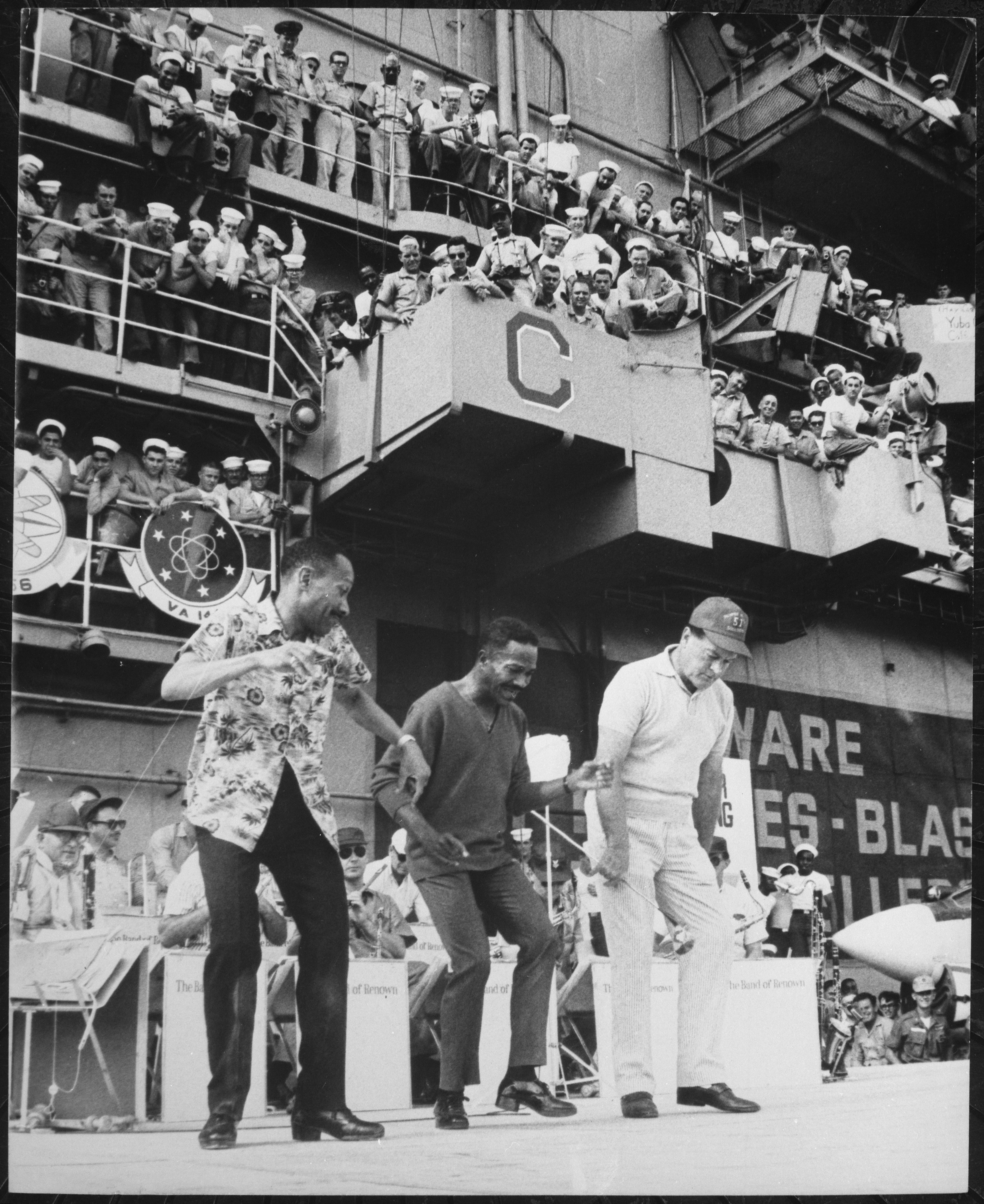
Die Nicholas Brothers tanzen mit Bob Hope auf dem US-amerikanischen Flugzeugträger USS Ticonderoga, 1965

The Nicholas Brothers war ein berühmtes Stepptanz-Duo zur Zeit der Harlem Renaissance, das aus den Brüdern Fayard und Harold Nicholas bestand. Sie spielten in rund fünfzig Filmen mit, wobei ihr Tanz im Film Der Tänzer auf den Stufen von 1943 der wohl berühmteste Auftritt ist. Auf dem Hollywood Walk of Fame haben The Nicholas Brothers einen eigenen Stern.

## Frühes Leben
Fayard wurde am 20. Oktober 1914 in Mobile (Alabama) und Harold am 17. März 1921 in Winston-Salem (North Carolina) geboren. Die Eltern der Nicholas Brothers waren professionelle Musiker, die von den 1910ern bis in die frühen 1930er Jahre in Orchestern von Vaudeville-Shows auftraten. Ihre Mutter Viola war klassisch ausgebildete Pianistin, ihr Vater Ulysses war Schlagzeuger. Zusammen gründeten sie in den 1920ern eine eigene Gruppe, die Nicholas Collegians.
Zunächst reisten die Eltern mit Fayard noch von Stadt zu Stadt, um mit verschiedenen Orchestern zu spielen. Nach der Geburt von zwei weiteren Kindern, Dorothy und Harold, wurden sie in Philadelphia sesshaft und traten dort im Standard Theatre auf.
Während der Arbeit seiner Eltern saß Fayard regelmäßig in der ersten Reihe. Dort konnte er verschiedenen Tänzern wie Alice Whitman, Willie Bryant, Bill Robinson, John Bubbles und Leonard Reed zusehen. Er war davon fasziniert und imitierte ihre Auftritte. Später brachte er seinen Geschwistern das Tanzen bei.

## Karriere
Um 1927 debütierten Fayard, Dorothy und Harold als Nicholas Kids in Philadelphia. Als Dorothy die Schule den Auftritten vorzog, entstanden die Nicholas Brothers. Sie traten zunächst in der Radioshow The Horn and Hardart Kiddie Hour und verschiedenen lokalen Theatern wie dem Standard Theatre und dem Pearl Theatre auf. Kurz darauf wurden sie  am Lafayette Theatre in Harlem engagiert. Ihren ersten Durchbruch hatten sie 1932, als sie im Cotton Club angestellt wurden, wo die Künstler schwarz und die Gäste weiß waren. Dort traten sie bis 1939 unregelmäßig auf, unter anderem mit den Orchestern von Lucky Millinder, Cab Calloway, Duke Ellington und Jimmie Lunceford.
Während dieser Zeit hatten die Nicholas Brothers auch ihren ersten Filmauftritt im Kurzfilm Pie, Pie Blackbird mit Eubie Blakes Orchester. Ihr erster Auftritt in einem Hollywoodfilm war 1934 in Kid Millions, auf den viele weitere folgten. Ihr Broadway-Debüt fand 1936 in den Ziegfeld Follies statt. Ein Jahr später wurden sie von George Balanchine für das Musical Babes in Arms engagiert. Im selben Jahr waren sie mit Lew Leslies Blackbirds auch in Europa auf Tour. Einer der bekanntesten Auftritte fand 1943 im Film Der Tänzer auf den Stufen (englischer Titel: Stormy Weather) statt. Aufgrund rassistischer Beschränkungen konnten sie in Filmen nie voll entwickelte Charaktere spielen, sondern nur Tanzstücke aufführen.
Fayard wurde 1943 von der Armee eingezogen, während Harold die Größenanforderungen nicht erfüllte. Nach dem Krieg  tourten sie durch verschiedene Länder in Lateinamerika, Europa, dem Nahem Osten und Nordafrika.
Im Jahr 1948 traten sie bei der Royal Variety Performance auf. In den folgenden Jahren hatten die Nicholas Brothers viele Fernsehauftritte. Sie wurden 1991 mit dem Kennedy-Preis für ihr Lebenswerk geehrt und erhielten 1994 einen Stern auf dem Hollywood Walk of Fame. Zu ihren Schülern gehörten Debbie Allen, Janet Jackson und Michael Jackson.
Harold Nicholas starb am 3. Juli 2000 in New York City und Fayard Nicholas am 24. Januar 2006 in Los Angeles.

## Filmografie (Auswahl)
- 1932: Pie, Pie Blackbird (Kurzfilm)
- 1933: The Emperor Jones
- 1934: Kid Millions
- 1935: The Big Broadcast of 1936
- 1939: My Son Is Guilty
- 1940: Galopp ins Glück (Down Argentine Way)
- 1940: Tin Pan Alley
- 1941: The Great American Broadcast
- 1941: Adoptiertes Glück (Sun Valley Serenade)
- 1942: Orchestra Wives
- 1943: Der Tänzer auf den Stufen (Stormy Weather)
- 1946: Dixieland Jamboree (Kurzfilm)
- 1948: Der Pirat (The Pirate)
- 1955: Musik im Blut
- 1991: The Five Heartbeats
- 1992: Alright (Musikvideo von Janet Jackson)
- 2007: Hard Four (2005 gedreht; nur Fayard Nicholas)